# (7062) Meslier
Pour les articles homonymes, voir Meslier.
(7062) Meslier est un astéroïde de la ceinture principale.

## Description
(7062) Meslier est un astéroïde de la ceinture principale. Il fut découvert le 6 août 1991 à La Silla par Eric Walter Elst. Il présente une orbite caractérisée par un demi-grand axe de 3,09 UA, une excentricité de 0,20 et une inclinaison de 17,2° par rapport à l'écliptique.

## Compléments